# Thomas cel ciudat
Thomas cel ciudat (Odd Thomas, 2013) este un film de groază bazat pe romanul omonim din 2003 scris de Dean Koontz. Filmul este regizat de Stephen Sommers.

## Povestea
Într-un oraș pustiu din California, un bucătar care are darul clarviziunii se confruntă cu un bărbat misterios care are o legătură cu forțele amenințătoare ale întunericului.

## Distribuție
- Anton Yelchin este Thomas cel ciudat[1]
- Willem Dafoe este Wyatt Porter
- Addison Timlin este Stormy Llewellyn
- Patton Oswalt este Ozzie P. Boone
- Gugu Mbatha-Raw este Viola
- Nico Tortorella este Simon Varner
- Curtis Jackson este Shamus Cocobolo